# Comté de Johnson (Géorgie)
Pour les articles homonymes, voir Johnson et Comté de Johnson.
Le comté de Johnson est un comté de Géorgie, aux États-Unis.

## Démographie
| 1860  | 1870  | 1880  | 1890  | 1900   | 1910   |
| ----- | ----- | ----- | ----- | ------ | ------ |
| 2 919 | 2 964 | 4 800 | 6 129 | 11 409 | 12 897 |

| 1920   | 1930   | 1940   | 1950  | 1960  | 1970  |
| ------ | ------ | ------ | ----- | ----- | ----- |
| 13 546 | 12 681 | 12 953 | 9 893 | 8 048 | 7 727 |

| 1980  | 1990  | 2000  | 2010  | - | - |
| ----- | ----- | ----- | ----- | - | - |
| 8 660 | 8 329 | 8 560 | 9 980 | - | - |